# Addicted to You (canción de Shakira)
«Addicted to You» es una canción interpretada por la cantante y compositora colombiana Shakira, incluida como el quinto sencillo de su séptimo álbum de estudio, Sale el sol (2010). Fue compuesta por Shakira, El Cata, Luis Fernando Ochoa y John Hill, mientras que la producción estuvo a cargo de la cantante y Ochoa.

## Lanzamiento
Sin haberse publicado como sencillo, ya había logrado ser Número 1 de la emisora de radio Los 40 principales en Ecuador durante una semana. Además, también logró entrar en las listas oficiales de varios países como Rumania, Colombia, México, etc. Salió a la venta el 13 de marzo a través de Sony Music, y en solo 2 días el sencillo fue número 1 en iTunes en 24 países.

## Ritmo y letra
«Addicted to you» es otra canción merengue, pero en esta ocasión con el sonido "puro", con estribillo en inglés y estrofas en español. Su temática es similar a la canción «Loca», pero de una manera más inocente. De esta forma continúa su cronología de sencillos del género Merengue, junto a «Loca» y «Rabiosa».

## Video musical
El videoclip de Addicted To You fue grabado el 27 de marzo de 2012 en un pequeño rancho llamado "Veluzat" en Valencia, California.
Fue dirigido por Anthony Mandler, que ha trabajado con artistas como Rihanna o Nicki Minaj entre otros.
Existieron muchos rumores del estreno después de que Shakira, desde las redes sociales, publicara fotografías del mismo detrás de cámaras, pero el videoclip exactamente se estrenó el 2 de mayo de 2012 en su canal de YouTube: shakiraVEVO
El videoclip contiene varias escenas en las que se puede ver a Shakira en una tina de baño, bailando en una recámara, caminando por el pueblo, en una cama de hojas, en el cerro, etc. El vídeo comienza con varias escenas rápidas de Shakira, para seguidamente ver a la cantante en la cama haciendo algunos pasos. A partir de aquí comienza la canción, y se ve a Shakira rodeada de flores con un traje de playa, mostrando su baile contorneado característico de la artista. Después siguen las escenas con Shakira en un monte cantando y bailando y luego recostada sobre unas hojas de palma. El vídeo termina con varias tomas rápidas de Shakira. Actualmente, el vídeo tiene más de 220 millones de reproducciones en Youtube, logrando el VEVO Certified. Es una de las pocas canciones en Español que obtiene la certificación de Oro por Youtube, ya que desde su estreno, pasando 5 meses, la exitosa canción figuraba en el ranking de Youtube 100. Al pasar los 8 meses, la canción salió del chart tras un periodo de tiempo bastante largo considerando que la lista la ocupan en su gran mayoría canciones en inglés.

## Posicionamiento en las listas
| Argentina      | (Los 40 Principales)          | 1  |
| Argentina      | Top 20 Argentina              | 8  |
| Bélgica        | Flandes                       | 27 |
| Bélgica        | Valonia                       | 18 |
| Colombia       | Top 100                       | 1  |
| Colombia       | National Report               | 13 |
| Costa Rica     | (Los 40 Principales)          | 1  |
| España         | PROMUSICAE                    | 14 |
| Francia        | (SNEP)                        | 15 |
| Italia         | (Italian Single Charts)       | 54 |
| México         | Los 40 Principales            | 11 |
| México         | México radiodifusión          | 1  |
| Estados Unidos | U.S Billboard Latin Pop Songs | 2  |
| Estados Unidos | U.S Billboard Latin Songs     | 7  |
| Estados Unidos | U.S Latin Pop Digital Songs   | 4  |
| Estados Unidos | U.S Billboard Youtube 100     | 24 |

## Certificaciones
| País   | Organismo Certificador | Certificación | Ventas Certificadas | ref    |
| ------ | ---------------------- | ------------- | ------------------- | ------ |
| México | AMPROFON               | 2× Platino    | 120 000             | [ 12 ] |